# Хан, Пётр
Пётр Хан (13 июня 1922 года, село Покровка, Никольск-Уссурийский уезд, Дальневосточная республика — 11 января 2004 года, Пермь) — звеньевой колхоза имени Микояна Нижне-Чирчикского района Ташкентской области Узбекской ССР. Герой Социалистического Труда (1951).

## Биография
Родился в 1922 году в селе Покровка Никольск-Уссурийского уезда, в крестьянской семье. Кореец.
В 1937 году семья попала под репрессии по национальному признаку. Отец был арестован и дальнейшая судьба его неизвестна. Мать с тремя детьми была депортирована в Ташкентскую область. В 1939 году окончил корейскую школу в колхозе «Красный Восток» Нижне-Чирчикского района. С 1940 года — рядовой колхозник в колхозе «Новый путь» Нижне-Чирчикского района. С 1949 года — рядовой колхозник, звеньевой полеводческого звена, шофёр, бригадир полеводческой бригады в колхозе имени Микояна Нижне-Чирчикского района.
В 1949 году звено Петра Хана трудилось на выращивании технических культур, конкретно кенафа и добилось на поливных землях рекордных урожаев зеленцового стебля кенафа. В 1950 году звено получило в среднем с каждого гектара по 93,1 центнера кенафа с площади 5,8 гектара. Указом Президиума Верховного Совета СССР от 17 июля 1951 года Хан Петру присвоено звание Героя Социалистического Труда с вручением ордена Ленина и золотой медали «Серп и Молот».
Вся трудовая деятельность Хана связана с колхозом имени Микояна (с 1952 года — имени Свердлова) Нижне-Чирчикского района, где он проработал до 1982 года. В 1970 году вступил в КПСС.
Персональный пенсионер союзного значения. В 1998 году был вынужден уехать из Узбекистана, принял гражданство Российской Федерации.
Жил в городе Пермь. Скончался в 2004 году. Похоронен на Северном кладбище.

## Награды
- Герой Социалистического Труда
- Орден Ленина
- Орден Трудового Красного Знамени (1953)
- Орден Октябрьской Революции (1973)
- Орден Трудовой Славы 3 степени (1976)
- Медаль «За доблестный труд в Великой Отечественной войне 1941—1945 гг.»
- Медаль «В ознаменование 100-летия со дня рождения Владимира Ильича Ленина»
- Почётная грамота Президиума Верховного Совета Узбекской ССР

Узбекистан
- Медаль «Шухрат»